# Glyptorhaestus punctulatus
Glyptorhaestus punctulatus är en stekelart som först beskrevs av Woldstedt 1877.  Glyptorhaestus punctulatus ingår i släktet Glyptorhaestus och familjen brokparasitsteklar. Arten är reproducerande i Sverige. Inga underarter finns listade i Catalogue of Life.